# Salanoia
Salanoia è un genere di mammiferi della famiglia degli eupleridi cui appartengono due specie conosciute:
- S. concolor I. Geoffroy Saint-Hilaire, 1837
- S. durrelli Durbin et al., 2010

Isidore Geoffroy Saint-Hilaire considera appartenere a questa specie un solo genere: la Salanoia concolor.
La taglia della salanoia concolor, compresa testa e corpo può oscillare tra i 20 e i 30 centimetri, la coda tra i 20 e i 25 centimetri. Rari esemplari se ne possono trovare nelle zone boscose della costa del Madagascar orientata verso Est.
In seguito, nei primi anni del XXI secolo, fu rinvenuta, ancora nel Madagascar, una specie di salamoia, ma più piccola rispetto alla Salanoia concolor, che fu classificata  Salanoia durrelli in omaggio  a Gerald Durrell.